# さよなら! 街の恋人たち
「さよなら! 街の恋人たち」（さよなら まちのこびとたち）は、1998年5月27日に発売されたサニーデイ・サービス通算9作目のシングル。

## 解説
「さよなら! 街の恋人たち」は、アルバム『24時』からの先行シングル。ミュージック・ビデオが制作され、後にコンプリート映像集『Teenage Flashback 1995-2000』に、初公開となる30分のムービー・バージョンと共に収録された。この曲はサウンド・アライブにて、1998年2月17日に曽我部恵一のアコースティック・ギターとボーカル、田中貴のベース、丸山晴茂のドラムス、高野勲のエレクトリック・ピアノ、新井仁のアコースティック・ギターによる一発録りのベーシック・トラックを録音。第3テイクがベストとされたが、ボーカルとアコースティック・ギターを同時に録音したため、間奏部で曽我部がした咳払いを取り除くことが不可能となってしまった。それでもこれがOKテイクとなり、咳払いはそのまま生かされることとなった。その後、このテイクに田中・新井・高野によるコーラスのダビング、アコースティック・ギター・ソロのダビングを経てラフミックスが作成された。翌2月18日にハーモニカおよび丸山・曽我部の2人によるボンゴがオーバー・ダビングされ、第1ミックスが作成された。シングルに収録されたのはこの第1ミックスで、アルバム『24時』には、3コーラス目の曽我部によるコーラスを差し替え、丸山のボンゴのみを抜いた第2ミックスが収録された。2013年リリースの2枚組ベスト・アルバム『サニーデイ・サービス BEST 1995-2000』に収録された。
「黄昏」はサウンド・アライブにて3月20日、埋もれていたタイトルのない新曲を“とりあえず”という形でレコーディング。曽我部のエレクトリック・ギター、田中のベース、丸山のドラムスのベーシック・トラックに曽我部のファズ・ギター、アコースティック・ギター、ボーカル、コーラス、田中のエレクトリック・ピアノを重ね、丸山のタンバリン、3人の手拍子が加えられたが、この際タンバリンとハンド・クラップはフェンダーのリバーブBOXとVOXのアンプを通して録音された。この日のうちに最終ミックスが完成したが、4月2日に「黄昏（バージョン2）」のレコーディングが再度行われた。曽我部のエレクトリック・ギター、田中のベース、丸山のドラムスでリズム・トラックをレコーディング。第4テイクに曽我部のアコースティック・ギター、ボーカル、コーラスがダビングされ、シングルのバージョンとはテンポもアレンジも大きく変わったものになった。その後、丸山のタンバリンと3人のハンド・クラップを入れて、ミックスを開始。ステレオ・ミックスが完成したが、シングル・バージョンに比べ迫力に欠けたため、後日再度モノラル・ミックスが作られることに決定した。翌4月3日に再度ミックスされたが、「黄昏（バージョン2）」は数日後ボツとなり、結局シングルに収録されたバージョンに音を加え、ミックスを施すことにより、アルバム『24時』にも収録する方針が取られた。
「3月29日のバラード」はアルバム未収録曲。3月29日にスタジオ・テイクにて曽我部のエレクトリック・ギター、田中のベース、丸山のドラムスでリズム・トラックをレコーディング。第1テイクでOKとなった。これに曽我部のボーカルと田中のコーラスがダビングされ、最後にありとあらゆる方法で歪ませたエレクトリック・ギターが曽我部と田中により何種類かダビングされた。この日のうちに最終ミックス2種類が完成した。後にミディ在籍時の楽曲を網羅した完全生産限定コンプリート・ボックス・セット『“MIDI” COMPLETE BOX』の『アルバム未収録曲集 II』に収録されたほか、ベスト・アルバム『Best Flower -B side collection-』に収録された。

## パッケージ、アートワーク
初回限定デジパック仕様。ジャケットでメンバーが立っているのは東京・神田神保町の三鈴堂眼鏡店の前。

## 収録曲
| 全作詞・作曲: 曽我部恵一。 |                            |            |            |                                              |      |
| #                          | タイトル                   | 作詞       | 作曲・編曲 | 編曲                                         | 時間 |
| 1.                         | 「さよなら! 街の恋人たち」 | 曽我部恵一 | 曽我部恵一 | 曽我部恵一・田中貴・丸山晴茂・高野勲・新井仁 | 5:17 |
| 2.                         | 「黄昏」                   | 曽我部恵一 | 曽我部恵一 | 曽我部恵一・田中貴・丸山晴茂                 | 3:07 |
| 3.                         | 「3月29日のバラード」      | 曽我部恵一 | 曽我部恵一 | 曽我部恵一・田中貴・丸山晴茂・新井仁・高野勲 | 4:25 |
| 合計時間:                  | 合計時間:                  | 合計時間:  | 12:49      |                                              |      |

## クレジット

### さよなら! 街の恋人たち
| ボーカル、アコースティック・ギター / 曽我部恵一 |
| ベース、コーラス / 田中貴                       |
| ドラムス、ボンゴ / 丸山晴茂                     |
| アコースティック・ギター、コーラス / 新井仁     |
| エレクトリック・ピアノ、コーラス / 高野勲       |

### 黄昏
| ボーカル、エレクトリック・ギター、アコースティック・ギター / 曽我部恵一 |
| ベース、エレクトリック・ピアノ / 田中貴                                 |
| ドラムス、タンバリン / 丸山晴茂                                         |

### 3月29日のバラード
| ボーカル、アコースティック・ギター / 曽我部恵一 |
| ベース、コーラス / 田中貴                       |
| ドラムス / 丸山晴茂                             |
| アコースティック・ギター、コーラス / 新井仁     |
| エレクトリック・ピアノ、コーラス / 高野勲       |

### スタッフ
| WRITTEN & PRODUCED by 曽我部恵一                                         |
| TRACK 1&2 RECORDED & MIXED by ヨッシー吉満 at サウンド・アライブ（深沢） |
| ASSISTANT ENGINEER : 伊藤優子                                            |
| TRACK 3 RECORDED & MIXED by 谷栄治 at スタジオ・テイク（幡ヶ谷）         |
| MASTERED by 上田佳子 at Bunkamura スタジオ（渋谷）                       |
|                                                                          |
| SLEEVE DESIGNED by 小田島等 at FDデザイン（下北沢）                      |
| PHOTO by 岡村マキ                                                        |
|                                                                          |
| MANAGER : 大塩実穂                                                       |
|                                                                          |
| EXECUTIVE PRODUCER : 大蔵博                                              |
|                                                                          |
| サニーデイ・サービス : 曽我部恵一、田中貴、丸山晴茂                      |

## リリース日一覧
| 地域 | リリース日    | レーベル     | 規格 | カタログ番号 | 備考                   |
| ---- | ------------- | ------------ | ---- | ------------ | ---------------------- |
| 日本 | 1998年5月27日 | RHYME / MIDI | CD   | MDCS-1011    | 初回限定デジパック仕様 |